# Мухина, Татьяна Григорьевна
Татьяна Григорьевна Мухина (25 мая 1904, Кострома, Российская империя — 18 апреля 1963, Москва, СССР) — советская актриса театра и кино. Заслуженная артистка РСФСР (1952).

## Биография
Родилась 25 мая 1904 года в Костроме в семье актёров. Отец — Григорий Георгиевич Мухин, мать — Зинаида Ивановна Попова-Барвинок.
Училась с 1912 года в Костромской женской гимназии, по приезде вместе с бабушкой в Курган, где находилась мать, Мухина осталась на некоторые время там жить и продолжать учиться, где получила среднее образование. В 1920 году Мухина окончила школу, после чего уехала в Челябинск к матери, которая гастролировала по различным городам постсоветского пространства. Там Мухина также на некоторое время осталась жить, как и во многих других городах из-за сферы деятельности родителей.
С юного возраста интересовалась театральным искусством смотря на мать и отца, в итоге у неё получилось осуществить мечту и Мухина пошла по стопам родителей. Служила таким театрам, как «Театр Русской Армии» и «Приморский академический краевой драматический театр имени Горького».
Ушла из жизни 25 мая 1963 года в Москве по причине оторвавшегося тромба ноги. Сама нога была вскоре ампутирована, но женщина не сумела оправиться. Незадолго до смерти, посещала свою дочь Людмилу в Сибири, которая сильно болела. Из-за нового для себя сибирского климата организм Мухиной стал постепенно ослабевать. Похоронена на Ваганьковском кладбище.

## Личная жизнь
- Была дважды замужем. Первого мужа звали Сергей Петрович Волков, который являлся актёром. От их общего брака родилось двое детей, сын Вадим и дочь Людмила. Супруг Сергей Петрович и сын Вадим погибли по времена Великой Отечественной войны. Дочь Людмила намного позже сильно заболела[1].
- Вторым мужем стал также актёр Никифор Григорьевич Колофидин[1].

## Творчество

### Фильмография
- 1954 — Опасные тропы — Ульяна Васильевна Жолудева
- 1958 — Жизнь прошла мимо — Матрёна Прохоровна

## Звания и награды
- Заслуженная артистка РСФСР (20 декабря 1952)[2].